# Очилато какаду
Очилатото какаду (Cacatua ophthalmica) е вид птица от семейство Какадута (Cacatuidae). Видът е световно застрашен, със статут Уязвим.

## Разпространение
Разпространен е в Папуа-Нова Гвинея.